# Sony Xperia 10 III
Sony Xperia 10 III — це Android смартфон середнього класу виробництва Sony Mobile. Як частина серії Xperia від Sony, він був представлений разом із Xperia 1 III і Xperia 5 III 14 квітня 2021 року. 13 травня 2021 року смартфон можна було передзамовити у Європі за ціною в 429 євро, тоді мали доставити 11 червня разом із навушниками Sony WH-CH710N.. Це перший Xperia середнього класу, який підтримує мережу 5G.

## Дизайн
Xperia 10 III має пластикову рамку та Corning Gorilla Glass 6 для екрану та задньої панелі. Фронтальна камера, світлодіод сповіщень і різні датчики розміщені у верхній панелі, а один фронтальний динамік розміщений у нижній панелі. Рамки були обрізані більше, ніж у Xperia 10 II, завдяки чому Xperia 10 III компактніший за розміром. Кнопка живлення/датчик відбитків пальців, спеціальна кнопка Google Assistant і регулятор гучності розташовані на правій стороні пристрою, а 3,5-мм роз’єм для навушників — у верхній частині. Задні камери розташовані у верхньому лівому куті телефону, а зверху – світлодіодний спалах. На нижньому краю є основний мікрофон і порт USB-C. Він має рейтинг IP65/IP68, захищений від пилу та води до 1,5 метра протягом 30 хвилин. Чорний, білий, синій та рожевий були кольорами, доступними на момент запуску. Ексклюзивний жовтий колір був випущений в Японії компанією NTT Docomo Mobile Network.

## Технічні характеристики

### Апаратне забезпечення
Пристрій оснащений процесором Qualcomm Snapdragon 690 5G і графічним процесором Adreno 619L. Він доступний з 6 ГБ оперативної пам’яті та 128 ГБ пам’яті. Розширення карти MicroSD підтримується до 1 ТБ за допомогою однієї або гібридної двох SIM-карт. Дисплей має ту саму панель, розмір і роздільну здатність, що й 10 II, із 6-дюймовим (150 мм) 21:9 1080p (1080 × 2520) OLED-дисплеєм, що забезпечує щільність пікселів 457 ppi, але тепер з доданою підтримкою HDR10. 10 III має акумулятор ємністю 4500 мА·г, що на 25% більше, ніж у його попередника, який можна заряджати до 30 Вт через порт USB-C. На задній панелі є потрійна камера з основним датчиком на 12 Мп з PDAF, тепер підтримує режим серійної експозиції 10 кадрів/с і яскравішу діафрагму на f/1,8, телеоб’єктив на 8 Мп та надширококутний датчик на 8 Мп. Фронтальна камера оснащена сенсором на 8 Мп.

### Програмне забезпечення
З момента випуску Xperia 10 III працює на Android 11. Він має панель швидкого доступу Side Sense збоку на дисплеї телефону для запуску меню ярликів до програм і функцій, починаючи з Xperia XZ3, тепер з додаванням віджета для керування програмою для навушників Sony. Анонсоване оновлення до Android 12 було незадовго до його отримання, ще 14 березня 2022 року в соціальній мережі Instagram, Sony виклала що скоро його випустить як на Xperia 10 III, так і на минулому поколінні 10 II. А вже 31 березня смартфон офіційно його і отримав у ряді європейських країн, разом із Xperia PRO-I. Номер прошивки 62.1.A.0.533, Крім стандартних нововведень Android 12, оновлення приносить оновлення безпеки за лютий 2022 року.

## Версії

### Xperia 10 III Lite
20 серпня 2021 року Sony анонсувала новий смартфон Sony Xperia 10 III Lite лише для Японії в продажі місцевих операторів. Поступивши у продажу 27 серпня, від звичайного Xperia 10 III відрізняється лише об'ємом вбудованої постійної пам'яті (64 ГБ), а також відсутністю FM радіо. Як наслідок продажі лише в оператора, телефон доступний лише у виконанні однієї SIM карти. Без цих особливостей, він аналогічний звичайній версії. Доступний в тих же кольорах: чорний, білий, синій та рожевий, проте оператори можуть продавати лише 2 варіанти. IIJmio, mineo, goo і nuro Mobile продають в чорному та білому, а Rakuten Mobile отримав право продавати телефон у синьому та рожевому.

## Нотатки
1. ↑  Суфікс римської цифри моделі вимовляється як Mark III ("позначка три").